# Chris Lawler
Chris Lawler, född 20 oktober 1943 i Liverpool, är en engelsk före detta fotbollsspelare.
Lawler var en offensiv högerback i Liverpool under 1960-talet och första halvan av 1970-talet. För att vara försvarare gjorde han ovanligt många mål. Trots att han varken slog straffsparkar eller frisparkar kom han upp i 61 mål på 549 matcher för Liverpool åren 1963–1975. Lawlers målmässigt sett bästa säsong var 1969/70 då han gjorde tio ligamål och blev klubbens näst bäste målskytt. Han missade sällan en match, och mellan oktober 1965 och november 1973 missade han bara en ligamatch – detta för att tränaren Bill Shankly ville vila honom inför FA-cupfinalen mot Arsenal 1971. I en match mot Queens Park Rangers säsongen 1973/74 råkade han ut för en knäskada som gjorde att han inte kunde komma tillbaka lika bra som tidigare. I oktober 1975 flyttade han till Portsmouth där han spelade i två år innan han avslutade proffskarriären i Stockport County. Han spelade sedan i amatörklubben Bangor City samt Miami Toros i USA.
Lawler spelade fyra landskamper för England. Han gjorde debut som 27-åring mot Malta i maj 1971. Det var en lyckad debut då Lawler gjorde det sista målet när England vann med 5–0. Efter en skada förlorade han landslagsplatsen till Leeds Uniteds Paul Madeley.